# Roeselare
Roeselare (franceză Roulers, latină Rollarium) este un oraș neerlandofon situat în provincia Flandra de Vest, regiunea Flandra din Belgia. La 1 ianuarie 2008 avea o populație totală de 56.547 locuitori. 

## Geografie
Comuna actuală Roeselare a fost formată în urma unei reorganizări teritoriale în anul 1977, prin înglobarea într-o singură entitate a 4 comune învecinate. Suprafața totală a comunei este de 59,79 km². Comuna este subdivizată în secțiuni, ce corespund aproximativ cu fostele comune de dinainte de 1977. Acestea sunt:
| - I. Roeselare - II. Beveren - III. Rumbeke - V. Zilverberg - VI. Beitem - IV. Oekene |

Localitățile limitrofe sunt:
- Comuna Staden:
  - a. Oostnieuwkerke
- Comuna Hooglede:
  - b. Hooglede
  - c. Gits
- Comuna Lichtervelde:
  - d. Lichtervelde
- Comuna Ardooie:
  - e. Koolskamp
  - f. Ardooie
- Comuna Izegem:
  - g. Kachtem
  - h. Izegem
- Comuna Ledegem:
  - i. Sint-Eloois-Winkel
  - j. Rollegem-Kapelle
  - k. Ledegem
- Comuna Moorslede:
  - l. Moorslede
- Comuna Zonnbeke:
  - m. Passendale